# 1838 w polityce

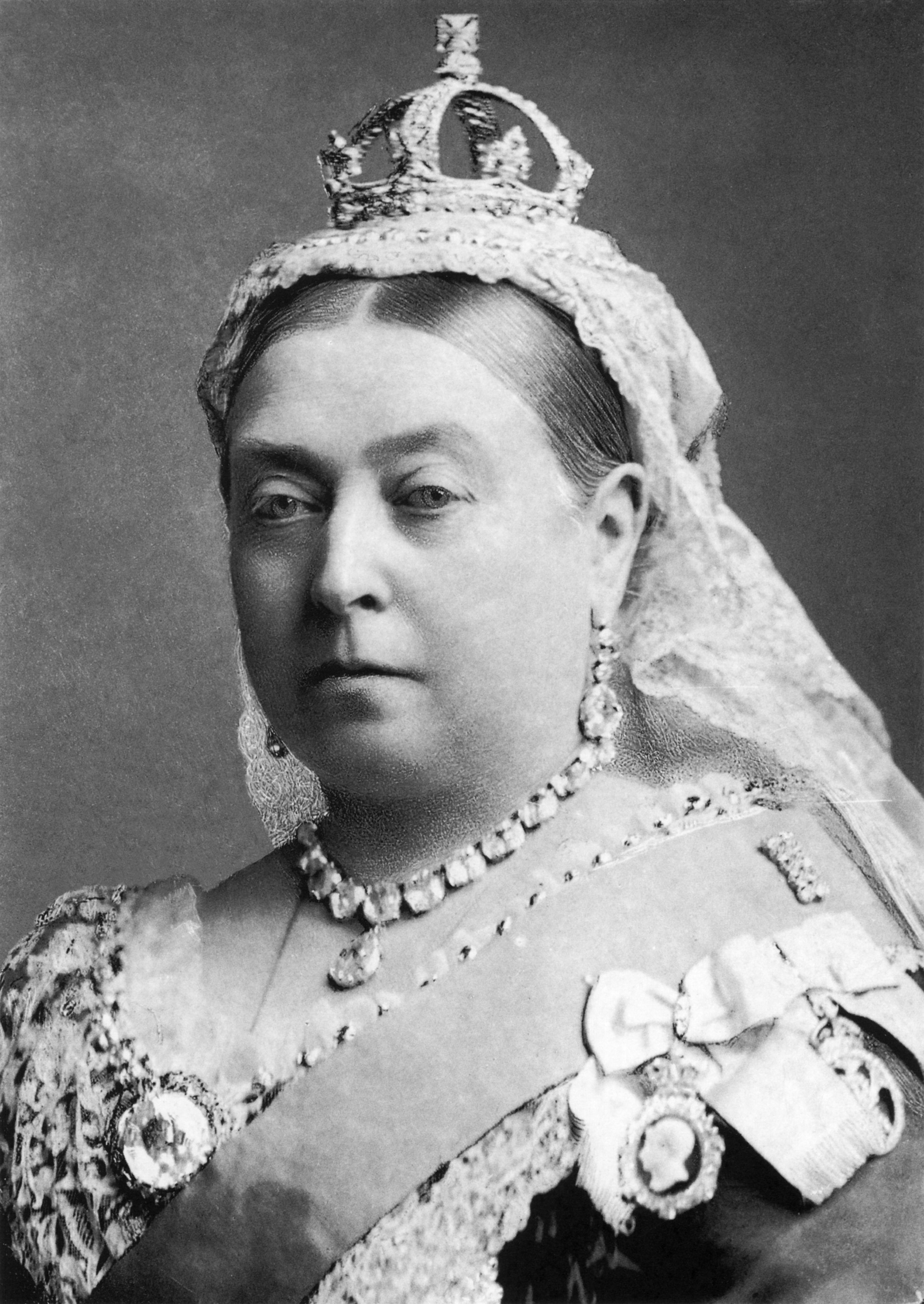
Królowa Wiktoria

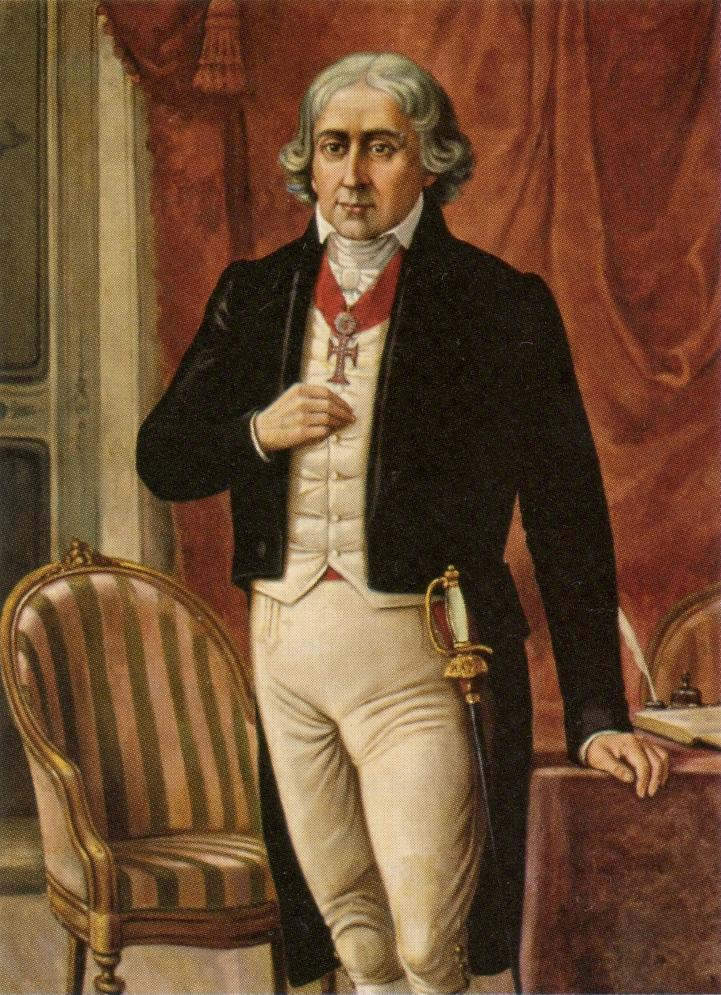
José Bonifácio de Andrada

Wydarzenia polityczne w 1838 roku.

## Wydarzenia
- Wiktoria Hanowerska została koronowana na królową Wielkiej Brytanii[1].

## Zmarli
- 30 stycznia Osceola, wódz Seminolów[2].
- 6 kwietnia José Bonifácio de Andrada e Silva, brazylijski polityk, bojownik o niepodległość[3].